# تاتوين

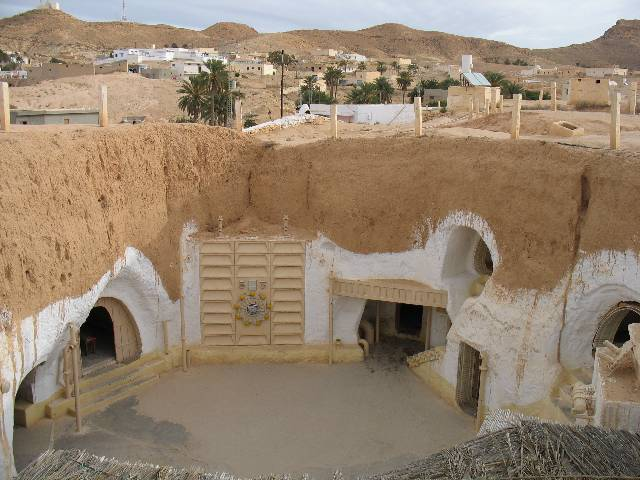
فندق سيدي ادريس في مطماطة، أحد مواقع التصوير (منزل عائلة لوك)

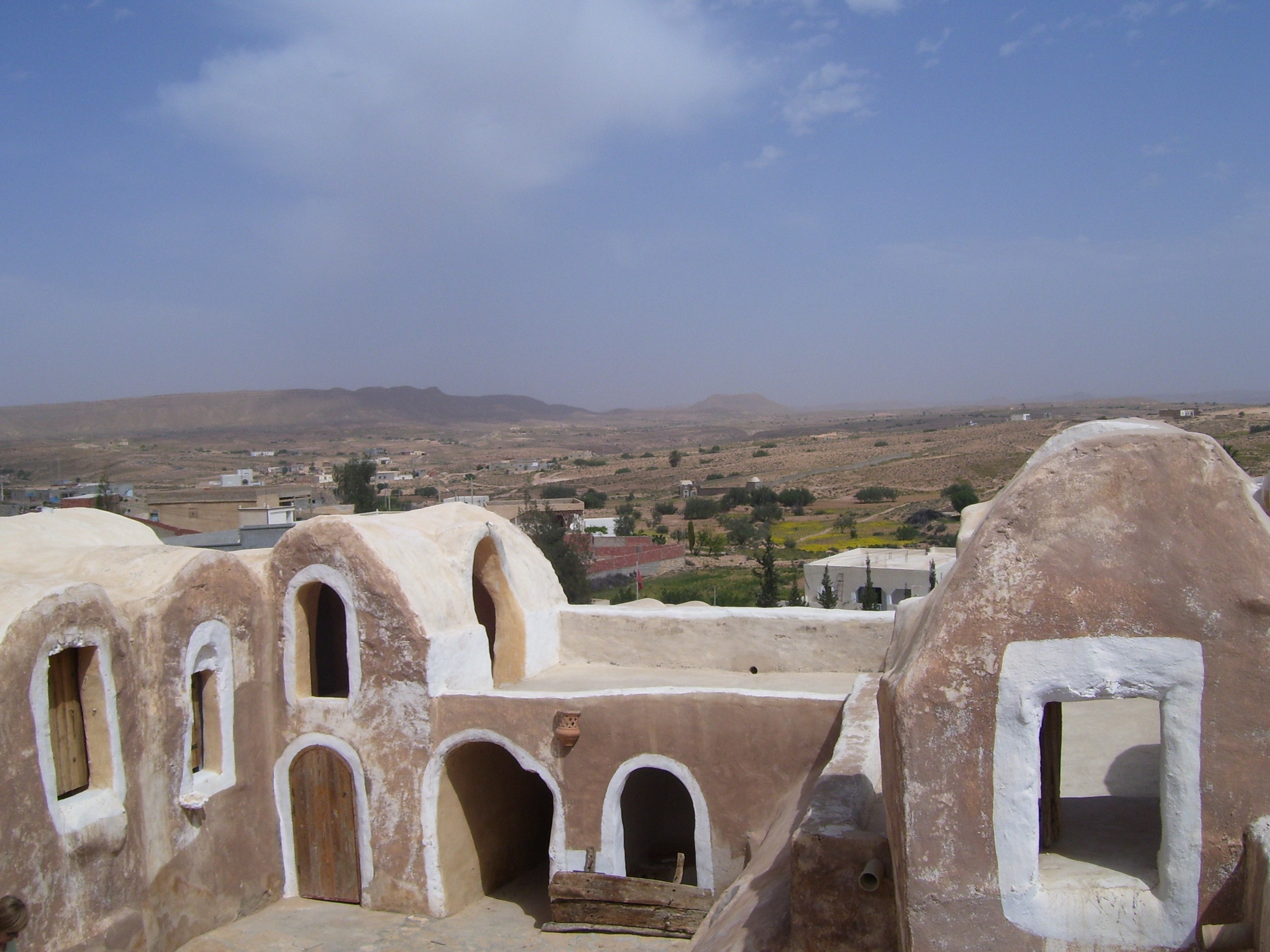
قصر حدادة تم تصوير الفيلم فيه (قرية موس إسبا)

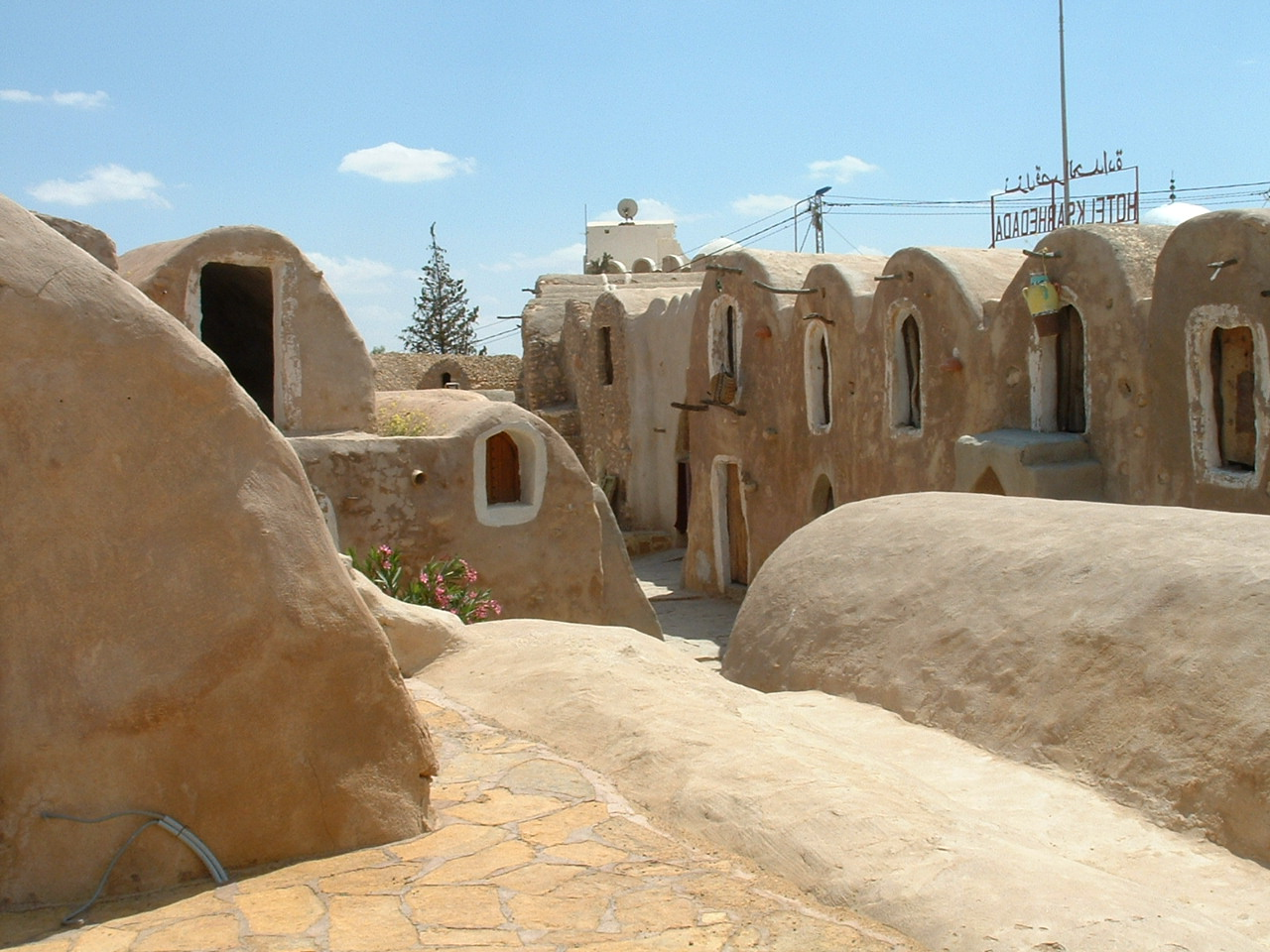
قصر حدادة تم تصوير الفيلم فيه (قرية موس إسبا)

تاتوين Tatooine هو كوكب خيالي وودارت به العديد من المشاهد الرئيسية في ملحمة حرب النجوم، حيث ظهر في جميع أفلام حرب النجوم باستثناء الإمبراطورية تعيد الضربات، رغم من أنه ذكر في نهاية ذاك الفيلم. ونظرا لأن هذا الكوكب هو موطن أناكين سكاي ووكر ولوك سكاي ووكر، فهو أحد أشهر الكواكب في عالم حرب النجوم.

## الوصف

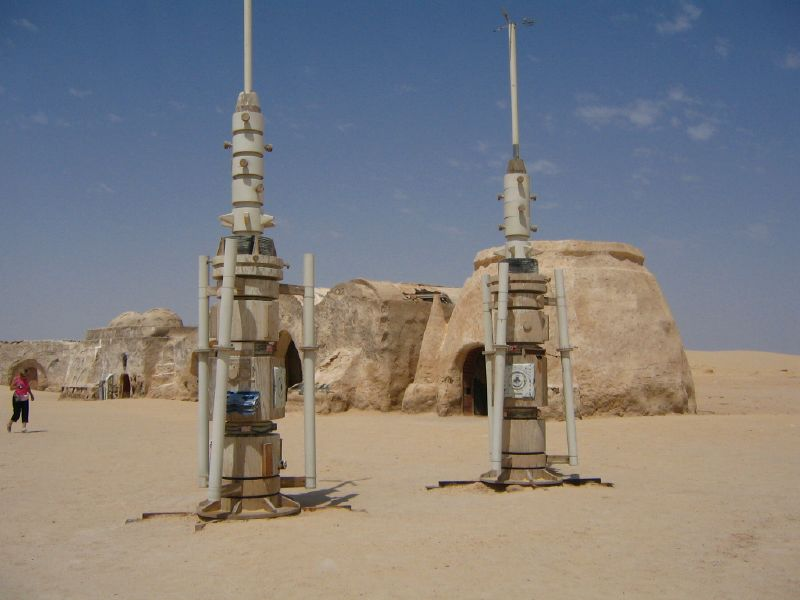
جامعات الرطوبة في تاتوين

تاتوين هو كوكب صحراوي يتبع نظام النجوم الثنائية. الشمسان يسخنان حرارة سطحه، ما يجعل العثور على الماء والظل أمرا صعبا. أشكال الحياة على الكوكب متآلفة مع جوه القاسي، لكن المستوطنين من البشر يجمعون الماء من الرطوبة ويعيشون تحت الأرض لتجنب الحر الشديد. لا يتمتع الكوكب بموارد طبيعية، كما أن حره الشديد وتشتت السكان، كلها عوامل جعلت حكم الكوكب أمرا شبه مستحيل. النباتات نادرة على الكوكب، وأغلب الأشجار يزرعها المستوطنون.
وقع الكوكب في براثن كائنات الهات، وهم عشيرة من رجال العصابات وزعماء الجريمة. وبما أن تاتوين بعيد عن يد الجمهورية المجرية، فقد تزعمت كائنات الهات الكوكب دون تدخل من الخارج. أما الإمبراطورية المجرية، التي خلفت الجمهورية القديمة، فلم يكن لها سوى وجود رمزي في الكوكب، ما جعل جابا ذا هات سيد الكوكب دون منازع، حتى موته في فيلم عودة الجيداي.

## سكان الكوكب
- البشر - مستوطنون
- كائنات الهات – كائنات ضخمة تشبه البزاقات وتحكم عالم الجريمة في الكوكب.
- الجاوا – كائنات قصيرة تعتاش على التجارة والتنقيب في القمامة.
- شعب التوسكن (أو شعب الرمال) – كائنات بشرية من الرحل، يعرفون بشراستهم، وهم السكان الأصليون للكوكب.

## المناطق

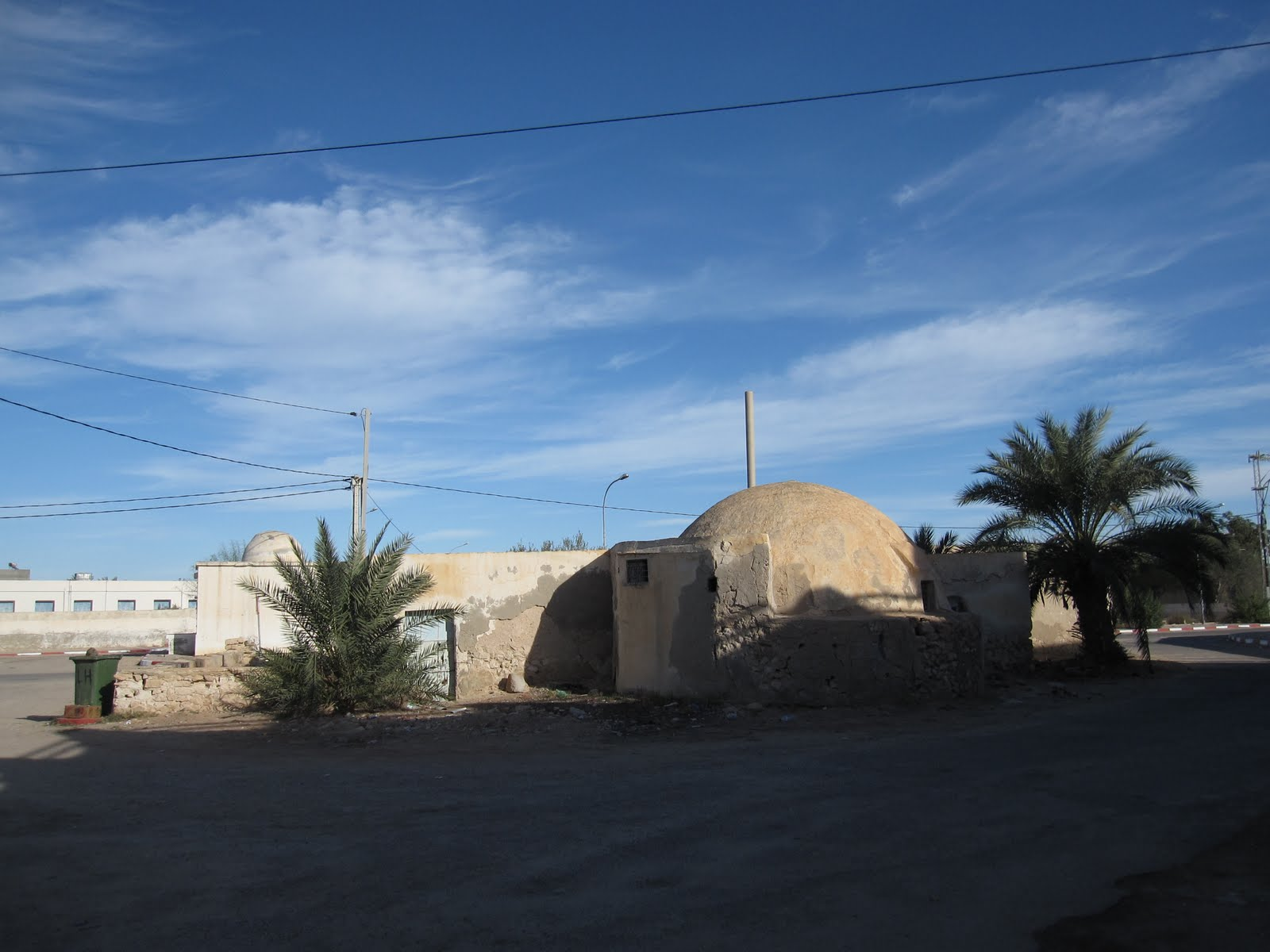
منزل في أجيم في جربة، موقع تصوير حانة موس إيسلي

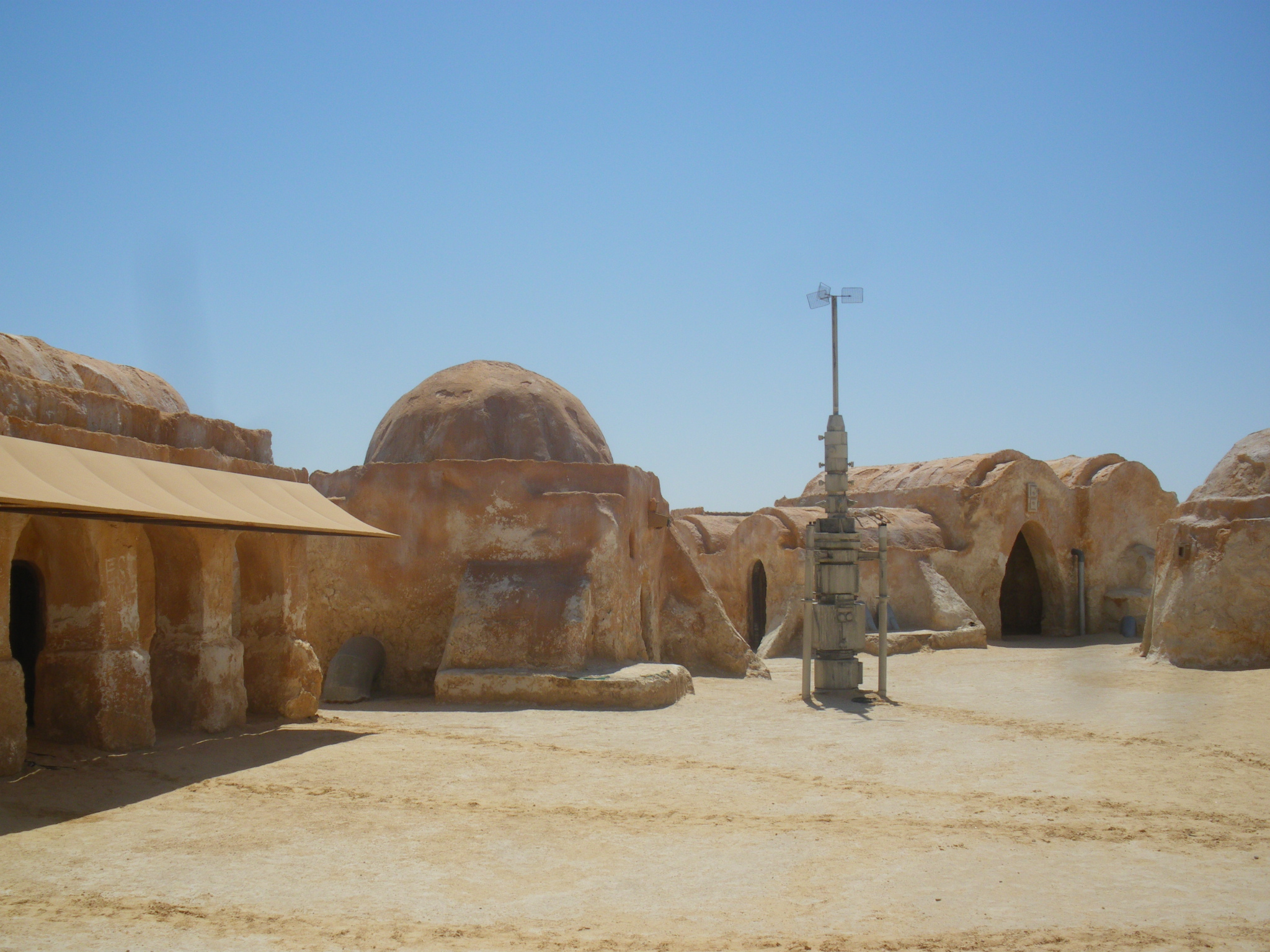
موقع تصوير مدينة موس إسبا

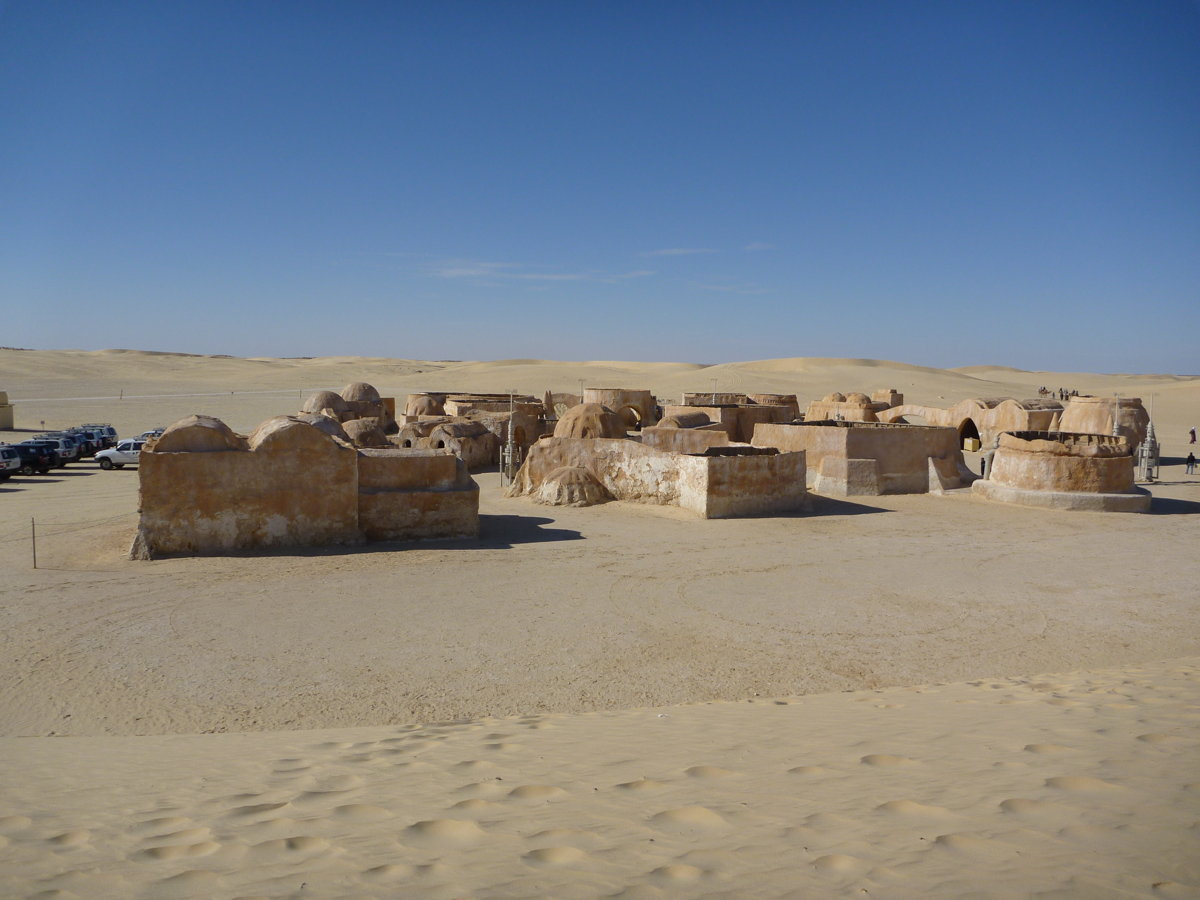
موقع تصوير موس إيسلي في توزر

- أنكورهيد: مستوطنة تقع على مقربة من منزل لوك سكاي ووكر، وأغلب سكانها يجمعون الماء ومن الهواء. تم تصوير المدينة في فيلم أمل جديد إلا أن المشهد حذف لاحقا. ظهرت المدينة في لعبة حرب النجوم: فرسان الجمهورية القديمة.
- بستين: عاصمة الكوكب وتقع غرب موس إيسلي قرب بحر الرمال. المدينة هي إحدى اقدم المستوطنات في الكوكب، لكنها لم تزدهر وظلت تعاني من نفس مشاكل المستوطنات الأخرى. وهي موقع الحاكم المجري على تاتوين. وهي إحدى المدن الرئيسية في لعبة حرب النجوم: المجرات.
- بحر الرمال: صحراء رملية كبيرة قرب مدينتي أنكورهيد وموس إيسلي، وتسكنها شعوب التوسكن والجاوا. وبها جامعات بخار لجمع الماء. توجد بها حفرة كاركون الكبيرة التي يختبئ فيها الوحش سارلاك. استطاع لوك ورفاقه أن يهزموا جماعة جابا ذا هات عندما حاول إلقاءهم في الحفرة.
- قصر جابا: يقع في بحر الرمال، وهو المكان الذي يحكم منه جابا ذا هات عملياته الإجرامية. تم عرض القصر في بداية فيلم عودة الجيداي، عندما حاول لوك ورفاقه تحرير هان سولو من قبضة جابا. القصر هو الموقع الرئيسي لأحداث رواية «حكايات من قصر جابا» بقلم كيفن أندرسون، فضلا عن كونه أحد مناطق اللعب في لعبة الفيديو المبنية على الحلقة السادسة ولعبة حرب النجوم: جبهة القتال 2. كان القصر في الأصل ديرا بناه رهبان إحدى الطوائف. يعرف قصر جابا بأنه مرتع لصيادي الجوائز والمرتزقة واللصوص والمحتالين.
- صحراء جوندلاند: وهي منطقة صخرية بها العديد من المنحدرات التي تمتلئ بالمخابئ. اختبأ أوبي وان كينوبي في منزل صغير على حواف جوندلاند بعد أن وضع لوك الرضيع في رعاية أقاربه، وليخفيه عن دارث فيدر.
- جامعات الرطوبة: مستوطنات صغيرة في صحاري تاتوين، وبها آلات لجمعع الرطوبة وذلك بتجميع بخار الماء من الغلاف الجوي، ثم استخدامها لري المحاصيل في المعامل تحت الأرض. وكان لوك قد عاش سنواته الأولى مع أقاربه في هذه المستوطنات.
- موس ايسلي: مدينة بها مرفأ فضائي. وصفها أوبي وان كينوبي بأنها "مرتع للحثالة والأنذال”. وبها التقى لوك وأوبي وان بالمهرب هان سولو.
- موس إسبا: إحدى مدن تاتوين، وهي موطن أناكين وشمي سكاي ووكر في فيلم تهديد الشبح، وبها حلبة سباق.

## أصل اسم تاتوين
لم يذكر اسم الكوكب فعليا في الحلقة الرابعة، وذكر لوكاس أنه كان ينوي تسميته أوتاباو، لكن في النهاية اتخذ هذا الاسم على مدينة تطاوين قرب موقع تصوير الفيلم، في جنوب تونس. أما اسم أوتاباو فقد منح لكوكب آخر في الحلقة الثالثة. لم يتم التصوير في مدينة تطاوين نفسها، ولكن في مواقع أخرى في تونس مثل فندق سيدي ادريس في مطماطة، وفي جربة، وفي توزر.
اسم «تطاوين» أتى من الكلمة البربرية «العيون».